# كريستوف لنج
كريستوف لنج (بالإنجليزية: Christof Leng)‏ (فريدبرغ (هسن) - 14 سبتمبر 1975) وهو عالم كمبيوتر ألماني. وهو عضو مؤسس في حزب القراصنة الألماني، فقد أصبح أول قائد لها في 10 سبتمبر 2006 وتولى هذا المنصب حتى مايو 2007.
حصل لينغ على درجة الدكتوراه في علم الحاسوب في جامعة دارمشتات للتكنولوجيا. بعد ذلك كان باحثًا زائرًا في المعهد الدولي لعلوم الكمبيوتر في بيركلي، كاليفورنيا.
تم انتخابه نائباً لرئيس الجمعية المعلوماتية الألمانية عام 2012، كما أنه يعمل كمتحدث في المجلس الاستشاري للأعضاء العلميين.
في عام 2014، أصبح مهندس في جوجل. منذ عام 2017، قاد فريق SRE في مكتب جوجل.